# Kamień Słońca
Kamień Słońca lub Kamień Pięciu Er (hiszp. Piedra del Sol) – kamienny dysk odkryty w XVIII wieku w rejonie Templo Mayor w Meksyku. Mierzy 358 cm średnicy, 98 cm grubości i waży 24 tony. 
Krótko po hiszpańskim podboju Meksyku dysk został zakopany w Zócalo (główny plac w Meksyku). Ponownie został odkryty 17 grudnia 1790 roku podczas remontu pobliskiej Katedry Metropolitalnej i umieszczony na jej zewnętrznej ścianie, gdzie pozostał do 1885 roku. Następnie został przeniesiony do Narodowego Muzeum Antropologicznego w Meksyku i znajduje się tam do dziś. Ze względu na wspaniałe połączenie artyzmu i geometrii jest on przypuszczalnie najsłynniejszym azteckim rękodziełem.

## Charakterystyka

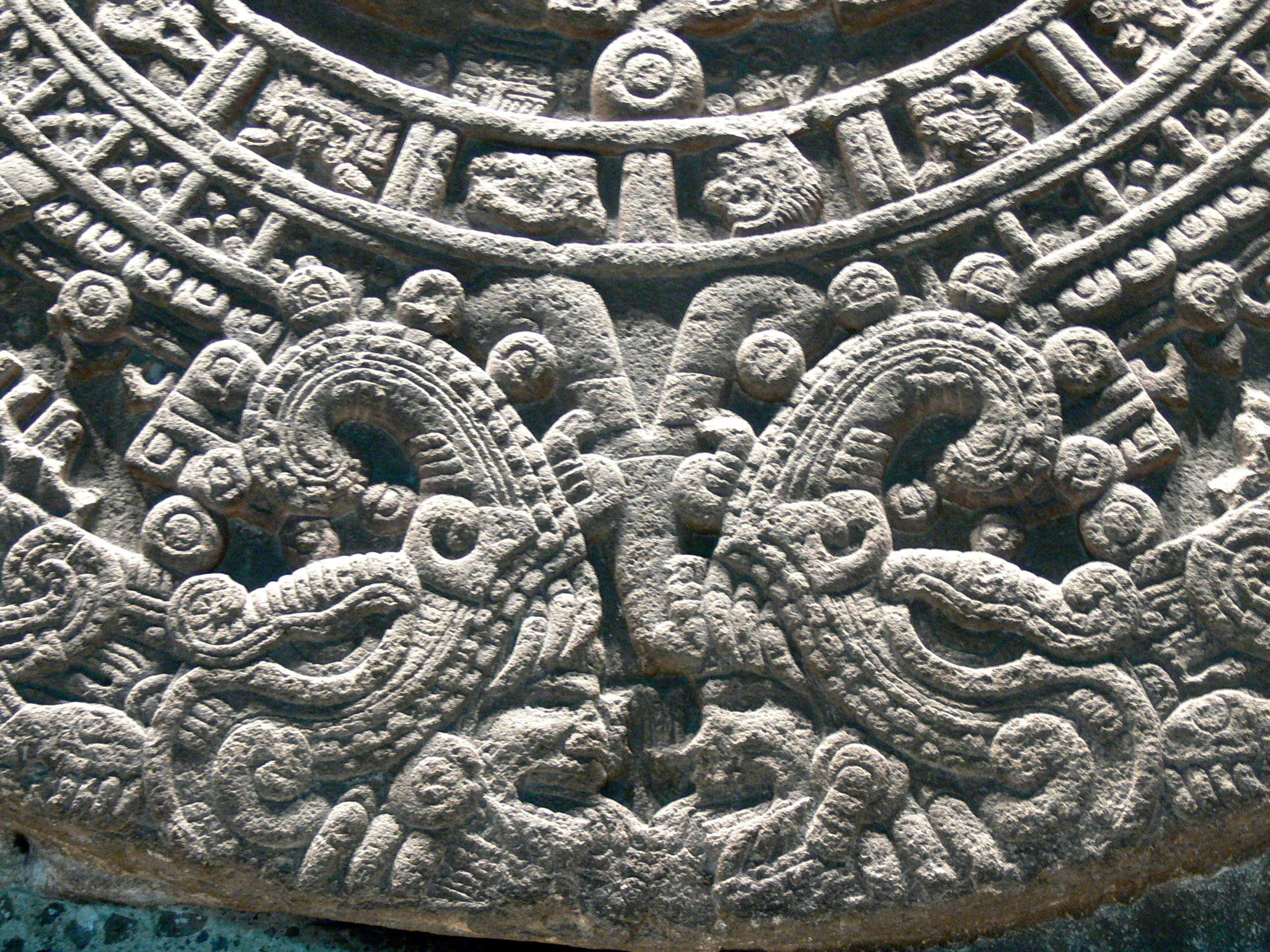
Zdobienia

Ponieważ dokładny cel powstania i znaczenie dysku nie są jasne, archeolodzy i historycy wysunęli na jego temat wiele hipotez. Z powodu symboli, które zawiera, często uważany jest za kalendarz, jednak wyryta na nim płaskorzeźba przedstawia raczej aztecki mit o Pięciu Słońcach, a sam dysk najpewniej służył jako ceremonialny ołtarz poświęcony jednemu z nich – Tonatiuhowi. W centrum monolitu znajduje się jego wizerunek w znaku Ollin, czyli dnia miesiąca oznaczającego trzęsienie ziemi i reprezentującego ostatnią z azteckich er kosmologicznych. Postać w obu rękach trzyma ludzkie serce, a jego język w kształcie krzemiennego lub obsydianowego noża wskazuje na potrzebę składania ofiar słońcu, by mogło kontynuować swoją podróż po niebie. Po bokach znajdują się cztery symbole poprzednich er lub słońc wraz ze znakami kierunkowymi. Wizerunek bóstwa otoczony jest pierścieniami z symbolami kalendarzowymi i kosmicznymi. Pierwszy z nich zawiera znaki 20 dni azteckiego kalendarza wróżbiarskiego, zwanego Tonalpohualli. Z kolei w drugim znajdują się niewielkie pola z pięcioma punktami oznaczającymi pięć dni tygodnia oraz znaki symbolizujące prawdopodobnie promienie słoneczne. Na brzegach dysku wyrzeźbione są dwa ogniste węże, które pomagają bogu słońca w podróży po niebie.
Na powierzchni kamienia widoczne są również znaki wskazujące na datę 1479. Przypuszczalnie w tym właśnie roku powstał dysk, który po części odnosił się również do Itzcoatla – władcy, który stworzył podwaliny przyszłego azteckiego imperium. Tym samym zawarto w nim jasne polityczne przesłanie mówiące, iż był to ważny rok dla odrodzenia się azteckiego państwa, a jego władca otrzymał prawo do tronu od samego boga słońca.

### Symbole poprzednich er

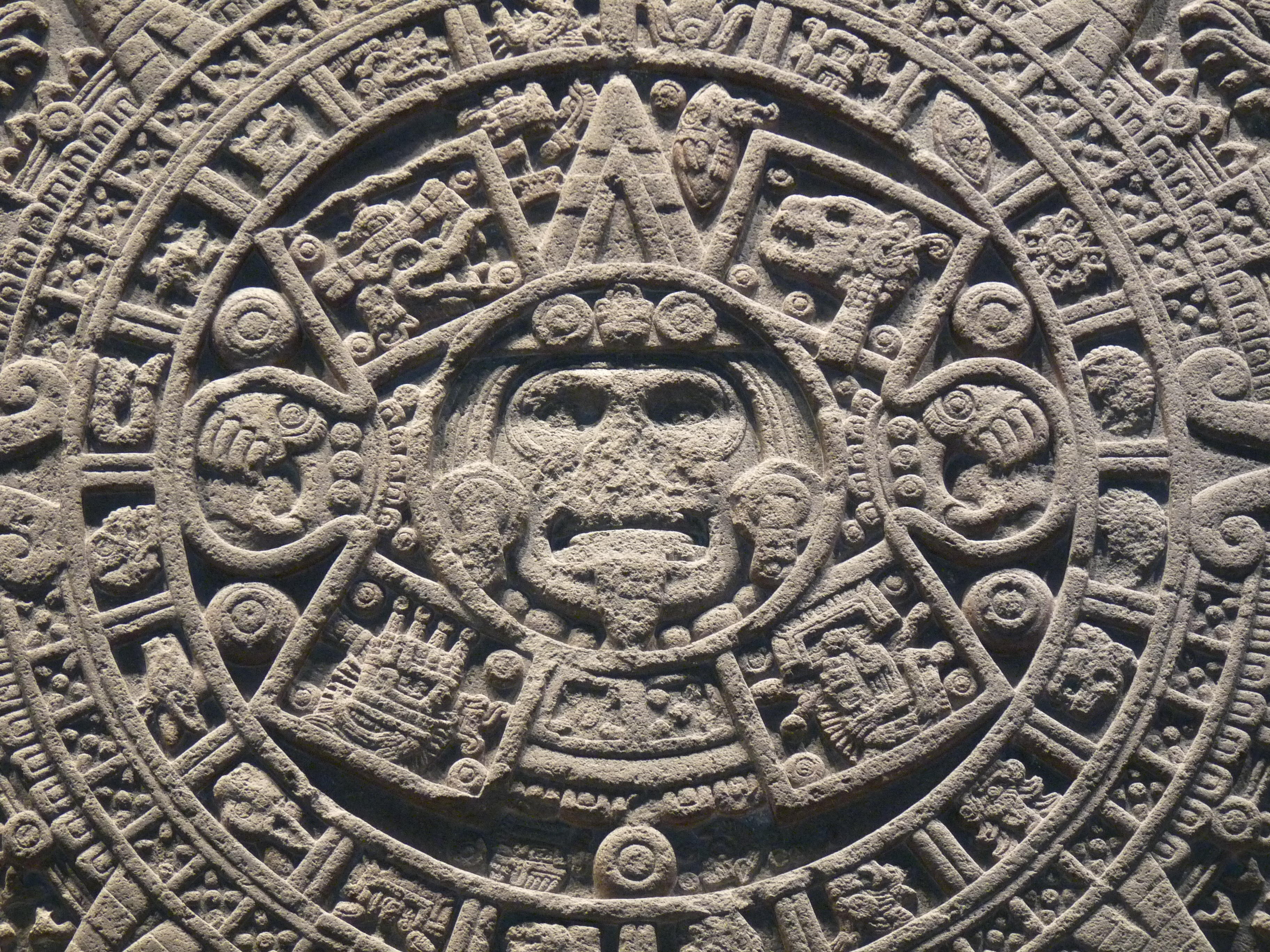
Środek dysku z wizerunkiem Tonatiuha, symbolami poprzednich er oraz pierścieniami

Znajdujące się wokół wizerunku Tonatiuha cztery kwadratowe pola przedstawiają poprzednie Słońca lub ery, które go poprzedzały. Każda era kończyła się zniszczeniem świata i ludzkości, która była na nowo odtwarzana w kolejnej erze. Według przyjętej interpretacji kolejność er na dysku wygląda następująco:
- Pole po prawej górnej stronie – Era Jaguara (Nahui Ocelotl). Pierwsza era zakończyła się po 676 latach, wraz z pojawieniem się potworów, które pożarły całą ludzkość.
- Pole po lewej górnej stronie – Era Wiatru (Nahui Ehecatl). Po 364 latach ziemia została zniszczona przez huragan, a ludzie zamienieni w małpy.
- Pole po lewej dolnej stronie – Era Deszczu (Nahui Quiahuitl). Trwająca 312 lat era zakończyła się ognistym deszczem, który zamienił ludzkość w indyki.
- Pole po prawej dolnej stronie – Era Wody (Nahui Atl). Era zakończyła się po 676 latach w wyniku potopu, a ludzkość zamieniła się w ryby.

Pomiędzy polami znajdują się jeszcze trzy inne dni miesiąca (Técpatl, Quiáhuitl i Ozomahtli) oraz glif turkusowego diademu władcy. To sugeruje, że daty mogły mieć zarówno znaczenie historyczne jak i kosmiczne.